# Carl Meisl
Carl (ou Karl) Meisl (né le 30 juin 1775 à Laibach et mort le 8 octobre 1853 à Vienne) est un dramaturge autrichien.

## Biographie
Après la maturité à Ljubljana, Meisl entre dans la fonction publique. Il devient fourrier et progresse comme comptable et commissaire de guerre. L'achèvement de sa carrière est la nomination au conseil des comptes du département de la marine. À ce titre, il prend sa retraite en 1840.
Meisl est aux côtés d'Adolf Bäuerle et Josef Alois Gleich, l'un des représentants les plus importants de la comédie folklorique viennoise avant Ferdinand Raimund. Meisl est également connu pour ses parodies et travestissements de drames et d'opéras sérieux.
À l'occasion de la réouverture solennelle du Theater in der Josefstadt, le 3 octobre 1822, Meisl écrit La Consécration de la maison, Ludwig van Beethoven compose la musique de présentation.

## Œuvre
- Othellerl, der Mohr von Wien oder Die geheilte Eifersucht (1806)
- Die Kroaten in Zara. Schauspiel (1814)
- Die Heirat durch die Güter-Lotterie (1817)
- Der lustige Fritz (1818)
- Die Entführung der Prinzessin Europa caricature mythologique (1820)
- Die Fee aus Frankreich oder Liebesqualen eines Hagestolzen.  (1822)
- Die schwarze Frau (Parodie de La Dame blanche de François-Adrien Boieldieu pour le Theater in der Josefstadt 1826)
- Moisasura's Hexenspruch (1827, Parodie de Moisasur de F. Raimunds )

## Source de la traduction
- (de) Cet article est partiellement ou en totalité issu de l’article de Wikipédia en allemand intitulé « Carl Meisl » (voir la liste des auteurs).